# Nicola Magaldi
Nicola Magaldi (Potenza, 20 aprile 1911 – Tepelenë, 27 novembre 1940) è stato un ufficiale e aviatore italiano.
Pilota di caccia della Regia Aeronautica durante la seconda guerra mondiale, venne abbattuto nel novembre 1940 dalla caccia britannica e decorato con la Medaglia d'oro al valor militare alla memoria.

## Biografia

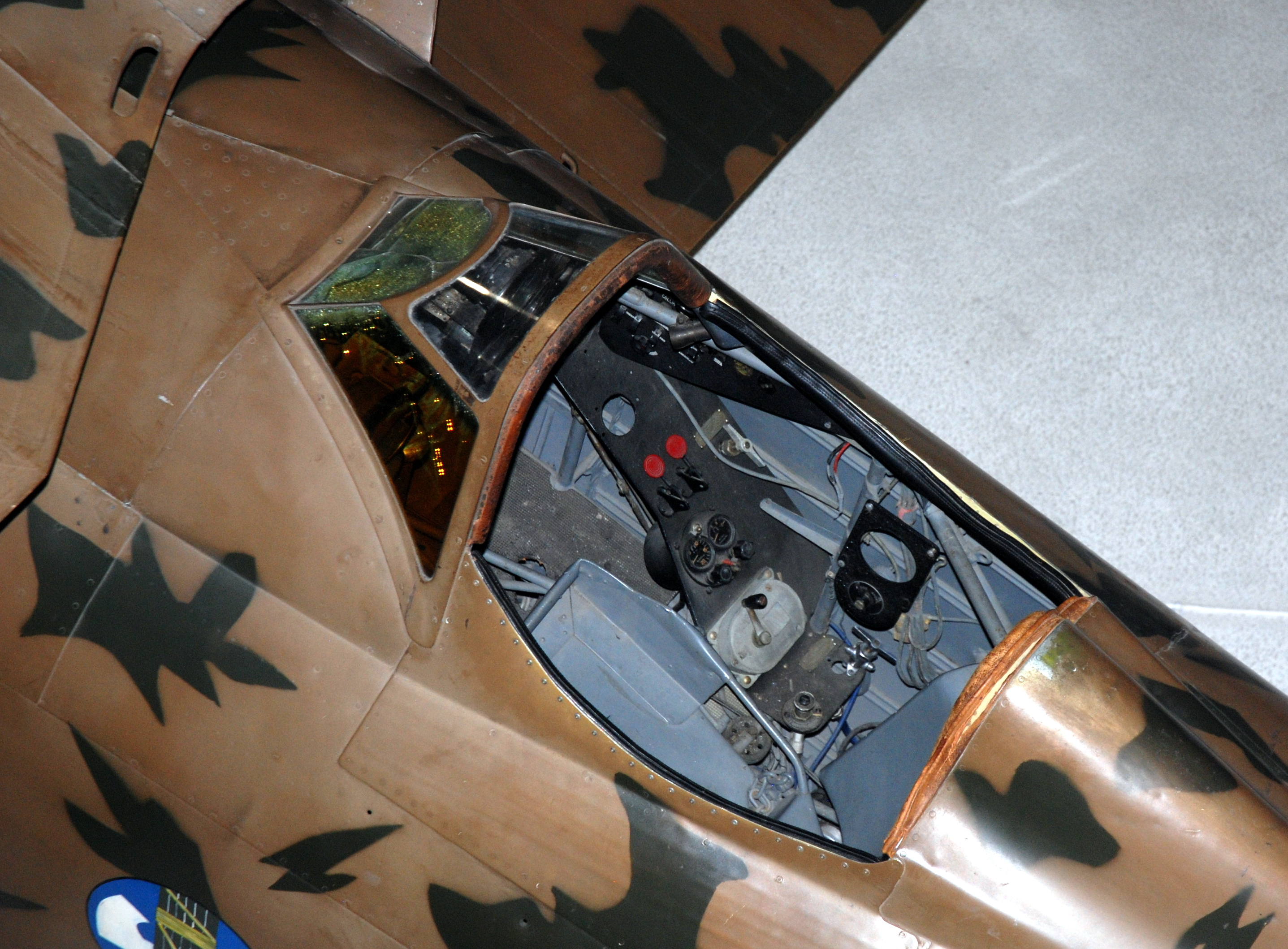
Posto di pilotaggio di un caccia Fiat C.R.42 Falco esposto presso il RAF Museum di Hendon.

Nacque a Potenza il 20 aprile 1911. Arruolatosi nella Regia Aeronautica, frequentò la Regia Accademia Aeronautica di Caserta, corso Grifo, dove conseguì il brevetto di pilota d’aeroplano e poi di pilota militare. Con il grado di tenente prese parte alla guerra d'Etiopia, distinguendosi durante le battaglie del Tembien, dell’Endertà e dell’Ascianghi, e venendo decorato di Medaglia d'argento al valor militare
Promosso capitano, nel febbraio 1939 assunse il comando della 364ª Squadriglia, 150º Gruppo, 53º Stormo, al posto del parigrado Luigi Filippi, incarico che manteneva all’atto dell’entrata in guerra dell’Italia, avvenuta il 10 giugno 1940. Equipaggiato con i caccia Fiat C.R.42 Falco il suo reparto prese parte alle operazioni contro la Francia, distinguendosi il 15 dello stesso mese nell’attacco all'Aeroporto di Le Luc – Le Cannet ed all'Aerodromo di Cuers-Pierrefeu (vicino alla grande base navale della Marine nationale di Tolone), in Provenza. 
Dopo la firma dell’armistizio con la Francia la sua unità rimase a riposo fino al 23 ottobre, quando fu trasferita sulla Base aerea di Valona, in Albania, in vista dell’inizio delle operazioni belliche contro la Grecia, avvenute il 28 dello stesso mese. Il 6 novembre attaccò e danneggiò un bombardiere Bristol Blenheim del No. 30 Squadron della Royal Air Force pilotato dal Sergeant George Waddington Ratlidge colpendo mortalmente il mitragliere Sergeant John Merifield che fu la prima perdita della RAF nella campagna di Grecia. Il giorno 27 il suo reparto, forte di 12 C.R.42 Falco del 150º Gruppo Autonomo Caccia terrestre, in missione di scorta a tre bombardieri Savoia Marchetti S.79 Sparviero, impegnò combattimento contro una formazione di 9 caccia Gloster Gladiator del No. 80 Squadron, al comando dello Squadron Leader William Hickley. Nel successivo combattimento il suo aereo venne abbattuto vicino a Tepelenë, ed egli rimase ucciso. Per onorarne il coraggio fu decretata la concessione della Medaglia d'oro al valor militare alla memoria.
Dopo la firma dell’armistizio dell’8 settembre 1943, e la successiva costituzione della Repubblica Sociale Italiana, gli fu intitolata la 2ª Squadriglia "Diavoli Rossi", del 2º Gruppo caccia "Gigi Tre Osei" dell'Aeronautica Nazionale Repubblicana.